# Alía (kommunhuvudort)
Alía är en kommunhuvudort i Spanien.   Den ligger i provinsen Provincia de Cáceres och regionen Extremadura, i den centrala delen av landet, 170 km sydväst om huvudstaden Madrid. Alía ligger 576 meter över havet och antalet invånare är 1 169.
Terrängen runt Alía är kuperad. Runt Alía är det mycket glesbefolkat, med 2 invånare per kvadratkilometer. Närmaste större samhälle är Guadalupe, 9,3 km väster om Alía. Omgivningarna runt Alía är huvudsakligen savann.